# Наша людина Флінт
Наша людина Флінт (Our Man Flint) — американський фільм, бойовик 1966 року. Головний персонаж — Дерек Флінт (роль виконує Джеймс Коберн).
Дерек Флінт є пародією на Джеймса Бонда, що у 1960-ті роки набув великої популярності завдяки британському актору Томасу Шон Коннері.

## Головні ролі
| Актор         | Ім'я актора англійською | Роль           |
| ------------- | ----------------------- | -------------- |
| Джеймс Коберн | James Coburn            | Дерек Флінт    |
| Джіла Ґолан   | Gila Golan              | Джіла          |
| Лі Джей Кобб  | Lee J. Cobb             | Ллойд Крамден  |
|               | Edward Mulhare          | Малколм Родні  |
|               | Rhys Williams           | Доктор Крупов  |
|               | Peter Brocco            | Доктор Ву      |
|               | Benson Fong             | Доктор Шнайдер |
|               | Michael St. Clair       | Ганс Грубер    |
|               | Shelby Grant            | Леслі          |
|               | Sigrid Valdis           | Анна           |
|               | Helen Funai             | Сакіто         |
|               | Gianna Serra            | Джіна          |